# Norraca odrana
Norraca odrana är en fjärilsart som beskrevs av William Schaus 1928. Norraca odrana ingår i släktet Norraca och familjen tandspinnare. Inga underarter finns listade i Catalogue of Life.